# Králíček Petr bere do zaječích
Králíček Petr bere do zaječích (v anglickém originále Peter Rabbit 2: The Runaway) je americký animovaný komediální film z roku 2021. Režie se ujal Will Gluck a se scénářem mu pomohl Patrick Burleigh. Je pokračováním filmu Králíček Petr z roku 2018. Snímek je inspirován příběhem Beatrix Potter. Svůj hlas hlavní postavě propůjčil James Corden. Dále si hlavní role zahráli Rose Byrne, Domhnall Gleeson, David Oyelowo, Elizabeth Debicki, Lennie James, Margot Robbie a James Corden. Film měl premiéru dne 11. června 2021 ve Spojených státech a dne 5. srpna 2021 v České republice. Celosvětově vydělal přes 153 milionů dolarů.

## Obsazení
- Rose Byrne jako Bea McGregor
- Domhnall Gleeson jako Thomas McGregor
- David Oyelowo jako Nigel Basil-Jones
- James Corden jako Peter Rabbit
- Margot Robbie jako Flopsy Rabbit / The Narrator
- Elizabeth Debicki jako Mopsy Rabbit
- Aimee Horne jako Cottontail Rabbit
- Colin Moody jako Benjamin Bunny
- Lennie James jako Barnabas
- Damon Herriman jako Tom Kitten
- Hayley Atwell jako Mittens
- Rupert Degas jako Samuel Whiskers / Little Pig Robinson
- Sia jako Mrs. Tiggy-Winkle
- Rose Byrne jako Jemima Puddle-Duck
- Domhnall Gleeson jako Mr. Jeremy Fisher
- Sam Neill jako Tommy Brock
- Ewen Leslie jako Pigling Bland
- David Wenham jako Johnny Town-Mouse
- Will Reichelt jako JW Rooster II
- Christian Gazal jako Felix D'eer
- Tim Minchin jako Busker K. Bushy, Esq.
- Stewart Alves jako Mr. Tod